# باغبير إنترتنمنت
باغبير إنترتنمنت (بالإنجليزية:Bugbear Entertainment Ltd.)، هي شركة فنلندية لإنتاج وتطوير ألعاب فيديو، أسست الشركة سنة 2000م، ومقرها في العاصمة النرويجية هلسنكي.

## الموقع الخارجي
- الموقع الرسمي
 (الإنكليزية)